# Entente handisport Villefranche Meyzieu Cluny
L'Entente handisport Villefranche Meyzieu Cluny, couramment abrégée en Entente Villefranche Meyzieu, est une entente des équipes de handibasket des villes de Villefranche-sur-Saône, Meyzieu et Cluny. Elle compte deux titres de Nationale B.

## Histoire
L'association est issue d'une entente entre les trois clubs handisport de la région afin de permettre à leurs adhérents de disputer des rencontres d'handibasket à haut niveau.
De par sa participation au championnat de France handibasket de Nationale A (1re division nationale), l'équipe première a eu l'occasion de participer à plusieurs reprises à une Coupe d'Europe, sans jamais parvenir à se qualifier pour un tour final :
- 2013 : participation au groupe C de l'Euroligue 3 à Sarajevo en Bosnie, achevée à la 4e place (1 victoire pour 3 défaites)[3].
- 2014 : participation au groupe D de l'Euroligue 2 à Lignano Sabbiadoro en Italie, achevée à la 4e place (1 victoire pour 3 défaites).

L'équipe 2 évolue en championnat de France de Nationale 2 (le 4e échelon national).

## Palmarès
National
- Championnat de France Nationale B : 2005, 2013

## Joueurs marquants
- Frédéric Guyot, international français
- Ludovic Sarron